# 木下淑夫
木下 淑夫（きのした としお、1874年9月23日 - 1923年9月6日）は、日本の鉄道官僚。鉄道事業を旅客サービス業としてとらえ、鉄道サービスの向上を旨として尽力したが、改主建従の考えで時の政権と対立して左遷された。
日本を観光による経済振興および観光による鉄道旅客収入増加の必要性を説き、ジャパン・ツーリスト・ビューロー（現在の日本交通公社）の生みの親となった。また東京ステーションホテル開設に尽力し、日本を欧米に紹介するために発行された旅行ガイドブックである『An Official Guide to Eastern Asia』（東アジア旅行案内）の発案者でもある。

## 来歴
1874年9月23日、京都府熊野郡神野村（現在の京丹後市）の酒蔵の長男として生まれる（旧名梅蔵）。第二高等学校から、1898年に東京帝国大学工科大学土木工学科を卒業。その後、東京帝国大学大学院に進み法律と経済を学び、在学のまま1899年に鉄道院に入る。
1900年にフランスのパリで開催された万国鉄道会議に随行。帰国後、旅客掛長に就任し、官鉄と関西鉄道の旅客競争の指揮をとった。1904年より、自費でアメリカのペンシルベニア大学へ留学する。1905年からは官費留学の扱いでヨーロッパに移る。
留学時、日本は日露戦争の最中であった。木下は欧米の日本への無知・無理解を嘆いた。同時にロシアから賠償金が獲得できた場合は、それを資金として富士山一帯を国立公園とし、瀬戸内海一帯を一大遊園として外国人を日本に招き、日本を理解してもらうと共に観光により外貨の獲得することを夢想した。木下はアメリカから、この計画を建白書にまとめて、当時の逓信大臣大浦兼武に提出した。この計画が実現することはなかったが、木下はその後も外国人観光客を日本に招く必要性を説いてまわった。
木下の考えは鉄道院副総裁の平井晴二郎の共鳴するところとなり、外国人招致のため喜賓会を運営していた渋沢栄一の協力も取り付けた。
1912年（明治45年）、当時、内務大臣と鉄道院総裁を兼任していた原敬に平井と木下は外客誘致機関の設立を提案する機会を得た。1時間にわたる2人の熱弁の後、原敬は予定予算5万円のうち2万5000円を鉄道院の会計から拠出することを承諾した。鉄道院の他、南満州鉄道・朝鮮鉄道・帝国ホテル・日本郵船などからも出資を得て、1912年3月に設立総会が開かれた。同年5月に第一回の理事会が開かれ、正式に、ジャパン・ツーリスト・ビューローと名付けられた。
また1910年、第二回日露運輸連絡会議で日本から朝鮮、東清鉄道、シベリア鉄道との連絡運輸の協定締結のための交渉にあたった。また1912年に導入された世界周遊鉄道連絡運輸の実現に尽力した。
地方での新線の建設より、既設線の改良によるサービス向上を主張した。あわせて地方には鉄道ではなく自動車（バス）による公共交通を設置すべきと考えていた。この考え方は、地方線の新設を強く推進していた立憲政友会の原敬の政策と真っ向から異なるものであった。1918年に原敬内閣が成立すると、木下は中部鉄道管理局長に事実上左遷された。その後、病気を理由に休職。関東大震災直後の1923年9月6日に永眠した。
死後、遺稿を集めた『国有鉄道の将来』が刊行された。これは太平洋戦争前の交通政策に関する貴重な資料となっている。

## 年譜
- 1899年（明治32年）2月6日 鉄道技手（四級）作業局工務部兼主記課
- 1901年（明治34年）3月6日 技師（七等十級）主記課兼運輸部[3]
- 1902年（明治35年）4月1日 運輸部旅客掛長
- 1904年（明治37年）8月16日 海外留学（自費）のため休職[4]
- 1905年（明治38年）5月17日 復職[5]。英米独へ留学
- 1907年（明治40年）10月30日 帰国
- 1907年（明治40年）11月16日 運輸部旅客課長
- 1908年（明治41年）7月1日 英語練習所設置所長兼務
- 1908年（明治41年）12月5日 運輸部営業課長[6]
- 1909年（明治42年）9月21日 鉄道中央教習所英語科長
- 1913年（大正2年）5月1日 運輸局旅客主任兼貨物主任
- 1914年（大正3年）7月24日 鉄道院運輸局長[7]（国鉄における旅客局長相当）
- 1916年（大正5年）9月5日 『本邦鉄道の社会及経済に及ほせる影響』3巻付図発行
- 1918年（大正7年）10月4日 中部鉄道管理局長、鉄道院運輸局兼務[8]
- 1920年（大正9年）3月29日 休職
- 1920年（大正9年）5月 退官

## 栄典
- 1916年（大正5年）
  - 1月19日 - 勲三等旭日中綬章[9]
  - 4月1日 - 勲二等瑞宝章[10]
- 1920年（大正9年）11月1日 - 旭日重光章[11]